# Michael Rabušic
Michael Rabušic (* 17. září 1989 Třebíč) je český profesionální fotbalista, který hraje na pozici útočníka za český klub FC Slovan Liberec. V roce 2013 si připsal tři starty za české národní A-mužstvo, čtvrtý reprezentační start mu přibyl v roce 2020.
Mimo ČR působil na klubové úrovni v Itálii. 

## Klubová kariéra
S fotbalem začínal v týmu FC Náměšť nad Oslavou, odkud si ho v roce 2003 vybrala Vysočina Jihlava, kde prošel zbylými mládežnickými kategoriemi.

### Vysočina Jihlava
V Jihlavě působil i v průběhu účinkování týmu v 1. lize, start si však nepřipsal. Přesto se později stal stabilním článkem útoku. Celkem za klub nastoupil k 54 mistrovským utkáním, ve kterých vstřelil sedm branek.

### Zbrojovka Brno
V zimním přestupovém období ročníku 2008/09 přestoupil do Zbrojovky Brno. První ligový start si odbyl na jaře 2009 proti Spartě Praha, jeho tým však prohrál 0:4. Na jaře 2011 s týmem sestoupil do druhé nejvyšší soutěže. Celkem za Zbrojovku odehrál 61 soutěžních střetnutí, dal deset branek.

### Slovan Liberec
V létě 2011 přestoupil do Slovanu Liberec, s nímž získal v sezóně 2011/12 mistrovský titul, nastřílel 11 branek a zařadil se tak mezi pět nejlepších střelců ročníku.
20. dubna 2013 zařídil ve 24. kole Gambrinus ligy 2012/13 dvěma góly vítězství Liberce 2:0 nad Zbrojovkou Brno. Podařený zápas odehrál i 4. května ve 26. kole proti Spartě Praha, jeden gól vstřelil a na druhý přihrál Jiřímu Štajnerovi, Liberec zvítězil doma 2:0. 26. května 2013 v předposledním ligovém kole přispěl gólem k výhře 2:1 nad Viktorií Plzeň, plzeňská obrana jej nechala uniknout a Rabušic nadvakrát překonal brankáře Kozáčika.
V domácí odvetě druhého předkola Evropské ligy 2013/14 25. července 2013 proti hostujícímu lotyšskému celku Skonto Riga prodloužil hlavou z autu vhozený míč na Dzona Delarge, který (rovněž hlavou) skóroval. Liberec vyhrál 1:0 a postoupil do 3. předkola, neboť v prvním zápase podlehl na hřišti soupeře 1:2 (platí pravidlo o vstřeleném gólu na hřišti soupeře). V prvním utkání třetího předkola Evropské ligy 2013/14 1. srpna 2013 vstřelil vítěznou branku proti hostujícímu švýcarskému týmu FC Zürich, Liberec vyhrál 2:1. Některé zdroje včetně UEFA.com mu připsaly i první branku Liberce, míč však dostal do vlastní sítě hráč švýcarského týmu Alain Nef. Michael Rabušic potvrdil, že tento gól nevstřelil. 19. září 2013 se gólem podílel na konečné remíze 2:2 v základní skupině Evropské ligy proti domácímu německému celku SC Freiburg. Za nepříznivého stavu 1:2 mu přihrál chybující protihráč Admir Mehmedi a Rabušic tváří v tvář brankáři Oliveru Baumannovi nezaváhal. Měl ještě šanci otočit skóre na 3:2, ale míč mu sklouzl po holeni na nárt a byla z toho pouze nastřelená tyč německé brány. 24. října 2013 vstřelil gól v utkání s favoritem skupiny - španělským celkem Sevilla FC, střetnutí skončilo remízou 1:1. Trefil se i v posledním utkání skupiny 12. prosince 2013 v Portugalsku proti Estorilu Praia, kde z brejku zvyšoval na 2:0. Český tým zvítězil 2:1, obsadil s 9 body konečné 2. místo ve skupině a mohl slavit postup do jarní vyřazovací fáze.
28. července 2013 ve druhém ligovém kole vstřelil dva góly hostující Slavii Praha a zařídil tak výhru Liberce 2:1.

### Hellas Verona
31. ledna 2014 (poslední den zimního přestupního termínu v západní Evropě) přestoupil z Liberce do týmu nováčka italské Serie A klubu Hellas Verona.

#### Perugia Calcio (hostování)
Ve Veroně se na jaře 2014 příliš neprosadil a před sezonou 2014/15 odešel hostovat do druholigového italského mužstva Perugia Calcio.

#### Crotone (hostování)
Na jaře 2015 hostoval v italském celku FC Crotone.

#### Slovan Liberec (hostování)
V červenci 2015 se rozhodl pro návrat do ČR a přijal hostování v libereckém Slovanu, odkud do Itálie odcházel. Po sezóně 2015/16 se vrátil do Verony.

### FC Vysočina Jihlava (návrat)
V létě 2016 se dohodl na ukončení angažmá v Hellas Veroně a upsal se na dva roky klubu FC Vysočina Jihlava, kde působil na začátku kariéry.

## Reprezentační kariéra
Michael Rabušic nastupoval za některé mládežnické reprezentace České republiky: Bilance:
- reprezentace do 16 let: 2 utkání (1 výhra, 1 remíza), 1 vstřelený gól
- reprezentace do 18 let: 7 utkání (4 výhry, 1 remíza, 2 prohry), 4 vstřelené góly
- reprezentace do 20 let: 2 utkání (1 výhra, 1 remíza), 2 vstřelené góly
- reprezentace do 21 let: 8 utkání (6 výher, 2 remízy), 4 vstřelené góly

Hrál mj. na Mistrovství světa hráčů do 20 let 2009 v Egyptě, kde ČR vypadla v osmifinále s Maďarskem na penalty 3:4 (po prodloužení byl stav 2:2).
8. září 2009 v kvalifikačním utkání na Mistrovství Evropy hráčů do 21 let 2011 proti domácímu Německu (úřadujícímu kontinentálnímu šampionu v kategorii do 21 let z roku 2009) ve Wiesbadenu vstřelil Rabušic oba góly českého týmu. Rabušic skóroval nejprve ve 21. minutě, druhý gól přidal z pokutového kopu v 70. minutě. Domácí fotbalisté stačili v nastaveném čase (92. minuta) pouze snížit na konečných 1:2.

### A-mužstvo
Začátkem srpna 2013 jej poprvé nominoval do A-týmu ČR po výborných výkonech ve Slovanu Liberec reprezentační trenér Michal Bílek. 14. srpna 2013 debutoval během přátelského zápasu v Budapešti s domácím Maďarskem, který skončil remízou 1:1. Druhý zápas v národním dresu absolvoval 6. září 2013 v pražské Eden Aréně proti Arménii, ve kterém ČR podlehla soupeři 1:2. Šlo o kvalifikaci na MS 2014 v Brazílii. Třetí a zatím poslední duel absolvoval v téže kvalifikaci 10. září 2013 v Turíně proti reprezentaci Itálie (porážka 1:2).

### Reprezentační góly a zápasy
Góly Michaela Rabušice v české reprezentaci do 21 let
| Gól | Datum       | Stadion                         | Soupeř  | Skóre (min.) | Výsledek | Soutěž                      |
| --- | ----------- | ------------------------------- | ------- | ------------ | -------- | --------------------------- |
| 010 | 12. 8. 2009 | KR-völlur, Reykjavík, Island    | Island  | 00:10 (58.)  | 0:2      | kvalifikace na ME „21“ 2011 |
| 02  | 08. 9. 2009 | Brita Arena, Wiesbaden, Německo | Německo | 00:10 (21.)  | 1:2      | kvalifikace na ME „21“ 2011 |
| 03  | 08. 9. 2009 | Brita Arena, Wiesbaden, Německo | Německo | 00:20 (70.)  | 1:2      | kvalifikace na ME „21“ 2011 |
| 04  | 03. 3. 2010 | Uherské Hradiště                | Finsko  | 01:00 (29.)  | 1:0      | přátelské utkání            |

| Rok    | Zápasy | Góly |
| ------ | ------ | ---- |
| 2009   | 6      | 3    |
| 2010   | 2      | 1    |
| Celkem | 8      | 4    |

| 2013               | 3 | 0 |
| Celkem             | 3 | 0 |
| Platí k 4. 8. 2016 |   |   |